# ヘッドレス・チルドレン
『ヘッドレス・チルドレン』（原題：The Headless Children）は、アメリカ合衆国のヘヴィメタル・バンド、W.A.S.P.が1989年に発表した4作目のスタジオ・アルバム。

## 解説
以前の作品よりもシリアスな路線に移った作品で、音楽評論家のGreg Pratoはallmusic.comにおいて「長年のファンが、初期の作品の下品なヘヴィメタル路線を好むとしても、本作はW.A.S.P.の作品としては最も完成されている」と評している。「リアル・ミー」は、ザ・フーのアルバム『四重人格』（1973年）収録曲のカヴァー。
イギリスでは、バンドにとって初の全英アルバムチャートにおけるトップ10入りを果たし、バンドの母国アメリカでは、セカンド・アルバム『ラスト・コマンド』（1985年）以来となる全米トップ50入りを果たした。
本作を最後にクリス・ホルムズが脱退（後に復帰）。
1998年に発売された再発CDには、シングルのカップリング曲や1989年のライヴ音源がボーナス・トラックとして追加収録されている。「ロコモーティヴ・ブレス」はジェスロ・タルのアルバム『アクアラング』（1971年）収録曲のカヴァー。

## 収録曲
特記なき楽曲はブラッキー・ローレス作。
1. ヘレティック - The Heretic (The Lost Child) (Blackie Lawless, Chris Holmes) - 7:21
2. リアル・ミー - The Real Me (Pete Townshend) - 3:19
3. ヘッドレス・チルドレン - The Headless Children - 5:45
4. サンダーヘッド - Thunderhead (B. Lawless, C. Holmes) - 6:48
5. ミーン・マン - Mean Man - 4:47
6. ニュートロン・ボマー - The Neutron Bomber - 4:09
7. メフィスト・ワルツ - Mephisto Waltz - 1:28
8. フォエヴァー・フリー - Forever Free - 5:07
9. マンイーター - Maneater - 4:46
10. レベル・イン・ザ・F.D.G. - Rebel in the F.D.G. - 5:07

### 1998年再発盤ボーナス・トラック
1. ロコモーティヴ・ブレス - Locomotive Breath (Ian Anderson) - 2:59
2. フォー・フーム・ザ・ベル・トールズ - For Whom the Bell Tolls - 3:47
3. レイク・オブ・フールズ - Lake of Fools - 5:31
4. ウォー・クライ - War Cry - 5:32
5. ラヴ・マシーン（ライヴ） - L.O.V.E. Machine (Live) - 4:47
6. ブラインド・イン・テキサス（ライヴ） - Blind In Texas (Live) - 6:52

## 参加ミュージシャン
- ブラッキー・ローレス - ボーカル、ギター
- クリス・ホルムズ - ギター
- ジョニー・ロッド - ベース
- フランキー・バネリ - ドラムス

ゲスト・ミュージシャン
- ケン・ヘンズレー - キーボード
- キャシ・ペイジ - バッキング・ボーカル(on 4.)
- ダイアナ・フェネル - バッキング・ボーカル(on 4.)
- ジミ・イメージ - バッキング・ボーカル(on 4.)
- ケヴィン・ウォーレス - バッキング・ボーカル(on 4.)
- リタ・フォード - バッキング・ボーカル(on 4.)
- マーク・ハンフリーズ - バッキング・ボーカル(on 4.)
- メルバ・ウォーレス - バッキング・ボーカル(on 4.)
- マイク・ソラン - バッキング・ボーカル(on 4.)
- ミンカ・ケリー - バッキング・ボーカル(on 4.)
- ロン・ウォーレス - バッキング・ボーカル(on 4.)
- トーマス・ネロン -  バッキング・ボーカル(on 4.)